# Матлот (блюдо)

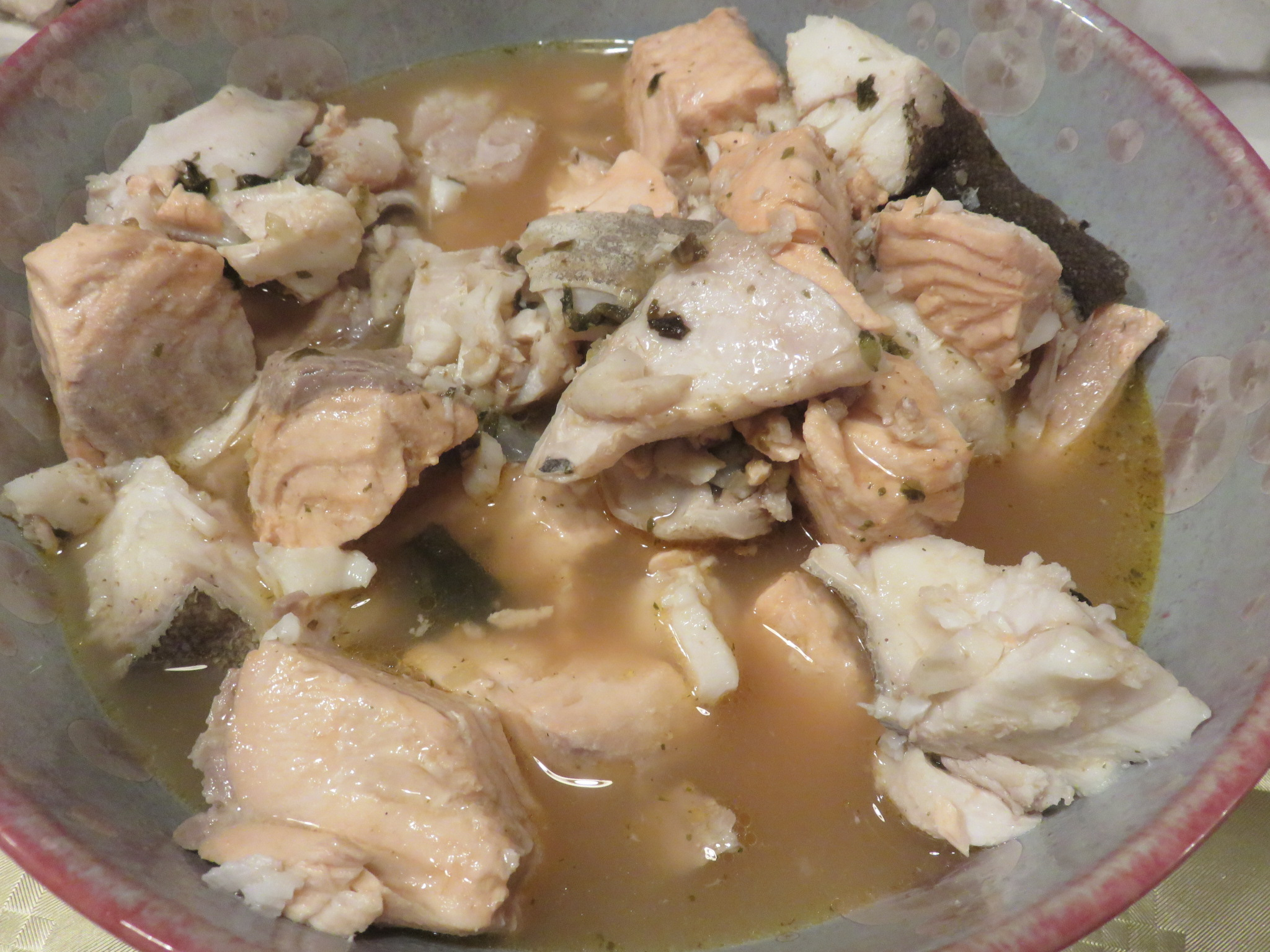
Матлот по-эльзасски

Член «Национального центра» фон Лизе, известный гурман, посоветовал меню: бульон — пирожки, матлёт из налима в красном вине и на третье — курицу, варенную без капли воды в мочевом пузыре свиньи.
Матло́т, матело́т (фр. matelote — «по-матросски») — традиционное рыбное блюдо французской кухни, известное с XVII века и получившее в разных вариациях распространение во многих европейских и русской дореволюционной кухнях. Французская пикантная рыба по-матросски представляет собой рагу или стью из пресноводной рыбы, одного или нескольких видов, в том числе из речного угря, приготавливаемое с репчатым луком, а также, в зависимости от рецепта, раковыми шейками и моллюсками или грибами. В Толковом словаре В. И. Даля «мателот» — уха особого приготовления на вине.
Первый из известных рецептов рыбы по-матросски принадлежит Франсуа Ла Варенну, и он был из скумбрии в уксусе или вержусе. Согласно «Кулинарному путеводителю» Огюста Эскофье, для приготовления матлота рыбу, нарезанную кусками, отваривают во фламбированном коньяком, бренди или виноградной водкой курт-бульоне на красном (матлот а-ля менье́р) или белом вине (матлот а-ля маринье́р) с пряностями и ароматными травами. Процеженный курт-бульон для соуса упаривают и загущивают мукой со сливочным маслом или бёр манье. Матлот а-ля канотье́р на белом вине подают с панированными пескарями, матлот мере́тт на красном вине — с чесночными гренками. Для матлота по-нормандски требуются камбала, морской петух и морской угорь, его сервируют с отварными устрицами, мидиями и раками. Матлот пошу́з на красном вине сервируют с кубиками грудинки, шампиньонами и жареным луком. Матлот из речного угря в сливках с луком и шампиньонами — типичное рыбное блюдо в Долине Луары. Одноимённый соус матлот к рыбе готовят на основе курт-бульона, сваренного на белом или красном вине, и велуте с луковичками и шляпками шампиньонов. Соответственно название «а-ля матлот» носит также гарнир к рыбе под соусом матлот из глазированных луковичек, припущенных в сливочном масле шампиньонов и гренок.
В русской кухне согласно изданию «Поварское искусство» П. М. Зеленко 1902 года имелись рецепты матлота из разной рыбы (осетрины, карпа, судака, угря, налима и миноги). Матлот предлагалось сервировать на блюде на постаменте из рыбьих голов в окружении осетрины слоями: сначала карпа, выше судака, затем угря и украсить налимьими печёнками. Матлот упоминается в произведениях русской литературы XIX века. У В. С. Филимонова в кулинарной поэме «Обед» встречается «матлот с вином из окуней», у А. П. Чехова в рассказе «Пьяные» — «матлот из налимов».